# Cântecele îndepărtatului Pământ
Cântecele îndepărtatului Pământ este  titlul în limba română al romanului științifico-fantastic The Songs of Distant Earth scris de autorul britanic Arthur C. Clarke, apărut în anul 1986. Romanul este bazat pe o povestire omonimă din 1958. Autorul a afirmat că acesta este unul dintre romanele sale preferate. Clarke a scris și un scurt scenariu de film omonim, publicat în  revista Omni și colectat în antologia The Sentinel în 1983.

## Prezentare
Romanul prezintă o colonie umană utopică din viitorul îndepărtat care este vizitată de călători de pe un Pământ condamnat, pe măsură ce Soarele se transformă într-o novă. Cântecele îndepărtatului Pământ explorează idei apocaliptice, ateiste și utopice, precum și efectele călătoriei interstelare pe termen lung și a vieții extraterestre.
Povestea are loc la începutul anilor 3800  aproape în întregime pe îndepărtata planetă oceanică  Thalassa. Thalassa are o mică populație umană trimisă acolo printr-o misiune robotizată de colonizare spaţială cu  embrioni, una din numeroasele trimise de pe Pământ într-o încercare de a salva rasa umană înainte de distrugerea Pământului.

## Traduceri în limba română
- Cântecele îndepărtatului Pământ, Editura Miron, 1997

## Primire
Gerald Jones de la New York Times a dat romanului o recenzie pozitivă, lăudând scopul său și explorarea dilemelor filozofice: "Drama care îl interesează pe dl. Clarke este jucată într-un tablou mult mai mare. Se referă la atracțiile și limitările cunoașterii, destinul omenirii și soarta universului."

## Moștenire
Compozitorul și muzicianul poli-instrumentist Mike Oldfield a creat un întreg album bazat pe - și intitulat - "The Songs of Distant Earth", lansat în 1994 de Warner Music.

## Vezi și
- 1963 în literatură
- 1986 în literatură
- 1963 în științifico-fantastic
- 1986 în științifico-fantastic
- Lista cărților științifico-fantastice publicate în România după 1989
- Lista ficțiunilor apocaliptice și post-apocaliptice